# Necroticism – Descanting the Insalubrious
Necroticism – Descanting the Insalubrious – trzeci album studyjny brytyjskiej grupy muzycznej Carcass. Wydawnictwo ukazało się 30 października 1991 roku nakładem wytwórni muzycznej Earache Records. Był to pierwszy album formacji zrealizowany w rozszerzonym o drugiego gitarzystę składzie. Michael Amott dołączył do Carcass w 1990 roku po rozwiązaniu zespołu Carnage, którego był współzałożycielem.
W ramach promocji do utworów "Incarnate Solvent Abuse" i "Corporeal Jigsore Quandary" zostały zrealizowane teledyski. Ponadto zespół dał szereg koncertów w Meksyku, a następnie w Wielkiej Brytanii. Grupa wzięła również w trasie zorganizowanej przez Earache Records podczas której występowały także zespoły Entombed, Cathedral i Confessor.

## Lista utworów
Opracowano na podstawie materiału źródłowego.
1. "Inpropagation" (Walker, Owen, Steer) – 07:27
2. "Corporal Jigsore Quandary" (Walker, Steer, Owen, Amott) – 05:27
3. "Symposium of Sickness" (Walker, Owen) – 06:56
4. "Pedigree Butchery" (Walker, Steer) – 05:16
5. "Incarnated Solvent Abuse" (Walker, Amott, Steer) – 05:00
6. "Carneous Cacoffiny" (Walker, Steer) – 06:43
7. "Lavaging Expectorate of Lysergide Composition" (Walker, Steer) – 04:03
8. "Forensic Clinicism/The Sanguine Article" (Walker, Steer) – 07:16

## Twórcy
Opracowano na podstawie materiału źródłowego.
| - Michael Amott – gitara prowadząca, wokal wspierający - Ken Owen – perkusja, wokal wspierający - Bill Steer – gitara prowadząca, gitara rytmiczna, wokal wspierający - Jeff Walker – gitara basowa, wokal prowadzący - Keith Hartley – inżynieria dźwięku | - Dave Buchanan – asystent inżyniera dźwięku - Ian McFarlane – asystent inżyniera dźwięku - Colin Richardson – produkcja muzyczna, miksowanie - John Paul – reamastering - Carcass – okładka - Tom Warner – oprawa graficzna |

## Wydania
| Rok  | Nr katalogowy                          | Format                                | Wytwórnia                   | Region            | Źródło |
| ---- | -------------------------------------- | ------------------------------------- | --------------------------- | ----------------- | ------ |
| 1991 | MOSH 42CD                              | CD, Album                             | Earache Records             | Wielka Brytania   | [ 6 ]  |
| 1991 | MOSH 42                                | LP, Album                             | Earache Records             | Wielka Brytania   | [ 6 ]  |
| 1992 | 88561-1096-2                           | CD                                    | Relativity Records          | Stany Zjednoczone | [ 6 ]  |
| 1992 | 88561-1096-4                           | Cass                                  | Relativity Records          | Stany Zjednoczone | [ 6 ]  |
| 1992 | NE 068                                 | Cass, Album                           | Valentine Sound Productions | Malezja           | [ 6 ]  |
| 1995 | MASS 0229                              | Cass, Album                           | Metal Mind Records          | Polska            | [ 6 ]  |
| 2003 | MOSH 42CD                              | CD, Album, RE                         | Earache Records             | Stany Zjednoczone | [ 6 ]  |
| 2008 | MOSH 4202, MOSH 4202 CD, MOSH 4202 DVD | CD, Album, RM, RE + DVD-V +, Ltd, Dig | Earache Records             | Stany Zjednoczone | [ 6 ]  |
| 2008 | MOSH042CDD                             | Hybrid, DualDisc, Album, RE, RM, Ltd  | Earache Records             | Wielka Brytania   | [ 6 ]  |